# L'Aube (Le Lorrain)
Pour les articles homonymes, voir L'Aube.
L'Aube est un tableau réalisé à la peinture à l'huile sur toile entre 1646 et 1647 par le peintre français Claude Gellée dit Le Lorrain. La toile, de 102,9 × 134 cm, est conservée au Metropolitan Museum of Art de New York.

## Expositions
L'œuvre a fait partie des expositions « Ralph's Exhibition of Pictures » de 1791 à Londres, « Winter Exhibition » de 1902 à Londres et « Earth, Sea, and Sky: Nature in Western Art. Masterpieces from The Metropolitan Museum of Art » de 2012-2013 à Tokyo, entre autres.